# Профилакторий
Профилакто́рий — тип лечебно-профилактического учреждения. Появился в СССР в 1920-е годы (впервые в Москве, Ленинграде, первоначально — при туберкулёзных диспансерах). Профилактории предназначалось для проведения лечебной, профилактической работы среди рабочих, служащих, позднее колхозников, студентов.

## История и система организации
До 1924 года учреждения, предоставлявшие лечение санаторного типа без отрыва от производства, назывались ночными санаториями. Концепцию ночного санатория разработал русский врач С. И. Гликман в 1902 году, но впервые она была реализована лишь в 1921 году в Москве, при Замоскворецком туберкулезном диспансере. С 1924 года профилакторий представлялся как комплекс лечебно-профилактических учреждений: столовой лечебного питания (диетстоловая), ночного санатория и физиотерапевтического отделения.

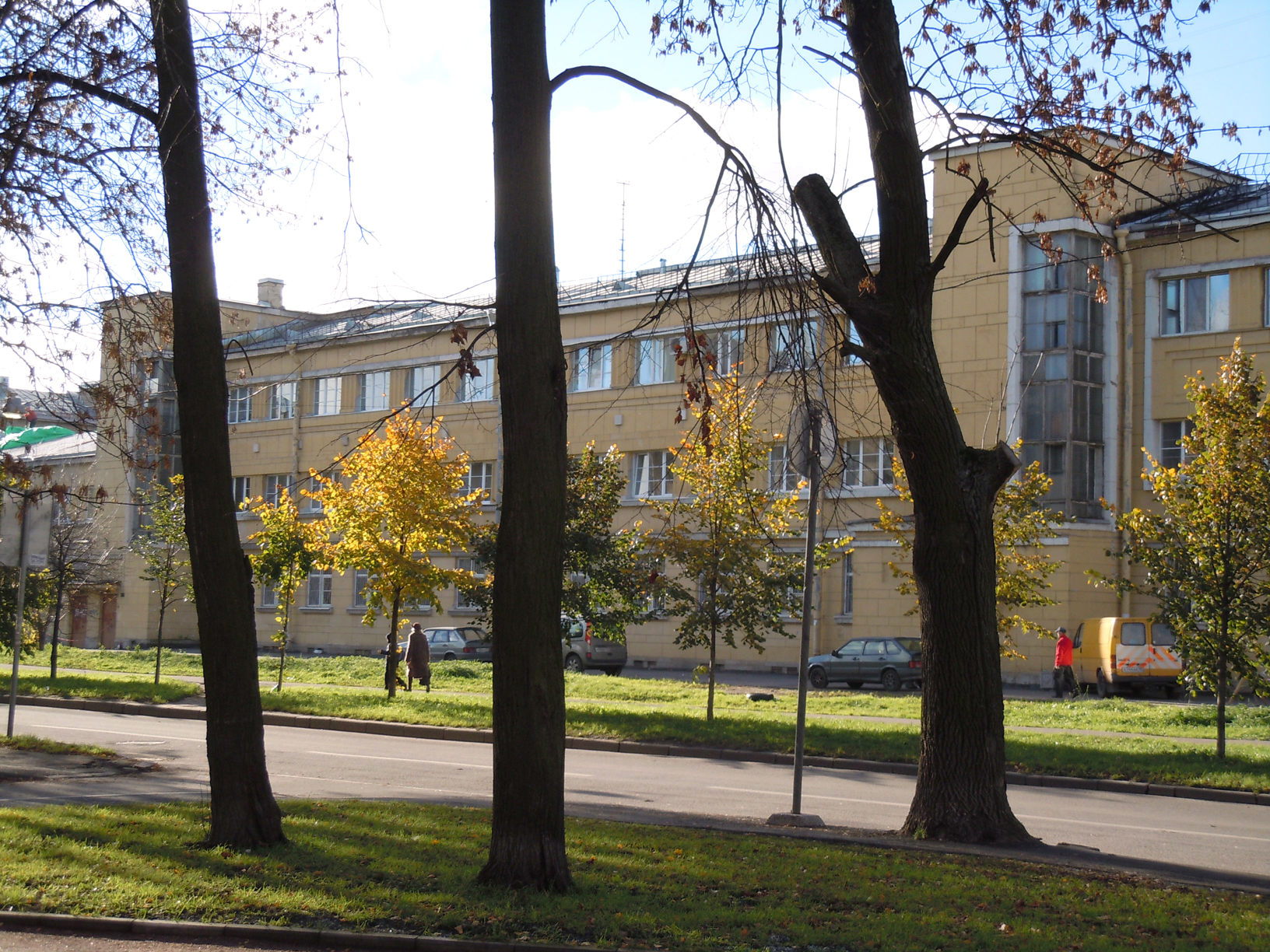
Профилакторий Кировского района, Санкт-Петербург, улица Косинова, 19

Профилактории организовались профсоюзами, прежде всего крупных промышленных предприятий (например, Профилакторий ЗИЛ, Профилакторий СААЗ). Рабочие, служащие (прежде всего с хроническими заболеваниями, с профессиональными) направлялись для получения комплекса лечебных и оздоровительных мероприятий. Обычный срок лечения составлял 24 календарных дня, для больных неактивной формой туберкулеза — 30 дней.
Как правило, профилактории находились вблизи от предприятий. Для таких профилакториев строились новые здания (как Профилакторий Кировского района в Ленинграде), либо передавались/перестраивались особняки (например Дача Салтыковой в Ленинграде). Нередко профилактории были взаимосвязаны с медико-санитарными частями (медсанчасть, МСЧ) крупных предприятий и направлены были для санаторного лечения без отрыва от производства.
Со временем произошло сближение понятий «профилакторий» и «санаторий», возник термин «санаторий-профилакторий». К 1950 году в СССР насчитывалось 679 профилакториев, а к 1982 году — 2676 учреждений этого типа на 228,3 тыс. мест в общей сложности. Часто в осенне-зимний период санатории-профилактории действовали на базе пионерских лагерей. С 1960-х годов общетерапевтические профилактории создавались и в других социалистических странах.
В СССР практиковалось также создание ночных венерологических профилакториев (при кож.-вен. диспансерах) для профилактики венерических болезней и лечебно-трудовых профилакториев (ЛТП) для «лиц, злоупотребляющих алкоголем, уклоняющихся от добровольного лечения и нарушающих трудовую дисциплину и общественный порядок».

## Отражение термина в географии
Название учреждения переносилось на название местности, где находились эти учреждения (например, ул. Профилакторий в г. Купавна).
В Смоленской области три такие деревни
- Профилакторий ЗИЛ — деревня в Рославльском районе
- Профилакторий СААЗ и Профилакторий Кристалл — деревни в Смоленском районе

В Ярославской области известен посёлок Профилакторий Строитель в Некрасовском районе.
Пермский край, Соликамский район сохраняет посёлок Профилакторий СМЗ